# Sustrum
Sustrum ist eine Mitgliedsgemeinde der Samtgemeinde Lathen im Landkreis Emsland in Niedersachsen. Sie entstand am 1. Januar 1973 im Zuge einer Gebietsreform aus den Gemeinden Sustrum mit Sustrum-Moor und Neusustrum. Sustrum ist eine der ältesten Siedlungen des Emslands.
Die Gemeinde hat mehr als 1300 Einwohner und erstreckt sich auf einer Fläche von 35,59 Quadratkilometern. Der Verwaltungssitz der Samtgemeinde befindet sich in der Gemeinde Lathen.

## Geografie

### Geografische Lage
Sustrum liegt westlich der Ems und reicht bis an die Grenze der Niederlande. Durch die Gemeinde zieht sich die Autobahn A 31 mit der Anschlussstelle Lathen.

### Nachbargemeinden
Nachbargemeinden sind im Norden die Gemeinde Walchum in der Samtgemeinde Dörpen, im Osten die Gemeinde Kluse (Samtgemeinde Dörpen) und die Gemeinde Fresenburg, im Süden die Gemeinde Niederlangen, mit Rütenbrock die Stadt Haren und die niederländische Gemeinde Westerwolde.

### Gemeindegliederung
Zur Gemeinde gehören die Orte Sustrum, Neusustrum und Sustrum-Moor.

#### Sustrum
Das Dorf Sustrum wurde erstmals im 11. Jahrhundert in den Registern des Klosters Corvey erwähnt und zählt damit zu den ältesten Gemeinden des Emslandes. Kirchlich war die Siedlung der Pfarrgemeinde Steinbild angegliedert, was für den Kirchbesuch den umständlichen und gefahrvollen Weg mit der Fähre über die Ems bedeutete. Obwohl mehrere Fährunglücke überliefert sind, kam es erst nach dem Fährunglück am 12. März 1920 zu konkreten Plänen zum Bau einer eigenen Kirche. Am 6. Dezember 1923 wurde die St.-Nikolaus-Kirche eingeweiht, deren Konsekration 1927 erfolgte.

#### Neusustrum
Neusustrum wurde am 17. August 1788 als Moorkolonie gegründet. Das Moorgebiet gehörte zur Markengemeinde Sustrum. Die ersten Siedler litten unter existenziellen Problemen, weil der kärgliche Boden kaum Ertrag abwarf und die Hauptnahrung aus Buchweizen bestand. Erst ab 1829 kam es zu Verbesserungen, als östlich der Siedlung ertragreichere Flächen hinzugekauft werden konnten und mit dem Roggenanbau begonnen wurde.

#### Sustrum-Moor
Sustrum-Moor reicht im Westen bis an die niederländische Grenze und entstand in den 1930er Jahren im Rahmen der weiteren Moorkultivierung. Ab 1950 entstanden in dem Gebiet die ersten Wohnhäuser und eine Schule. 1959 wurde die Kirche eingeweiht und 1969 wurde die Linksemsische Mittelpunktschule in Sustrum-Moor eröffnet.

## Geschichte
Urkundlich wurde Sustrum erstmals im 11. Jahrhundert erwähnt und war im Lauf der Zeit unter den Bezeichnungen suhtram (12. Jahrhundert), zutgerum oder Zutzerem (1358) bekannt. Seit 1534 scheint der heutige Name üblich zu sein.
1933 wurde auf dem Gebiet von Sustrum-Moor als drittes der insgesamt 15 Emslandlager das für 1000 so genannte politische Schutzhäftlinge ausgerichtete KZ Neusustrum eröffnet und ab 1934 als Strafgefangenenlager des Reichsjustizministeriums genutzt. Unter anderem fand in diesem Lager der Sozialdemokrat und Demokrat Ludwig Pappenheim aus Eschwege am 4. Januar 1934 den Tod. Angeblich wurde er „auf der Flucht erschossen“. Auch nach dem Ende der Zeit des Nationalsozialismus wurden die Täter nie belangt.

## Eingemeindungen
Am 1. Januar 1973 wurde im Zuge der Gebietsreform in Niedersachsen die Nachbargemeinde Neusustrum eingegliedert.

## Politik

### Gemeinderat
Der Sustrumer Gemeinderat setzt sich aus elf Ratsmitgliedern zusammen. Die Ratsmitglieder werden durch eine Kommunalwahl für jeweils fünf Jahre gewählt. Die aktuelle Amtszeit begann am 1. November 2021 und endet am 31. Oktober 2026.
| Partei | 2021 | 2016 | 2011 |
| ------ | ---- | ---- | ---- |
| CDU    | 11   | 11   | 11   |

### Bürgermeister
Heinz-Hermann Hoppe (CDU)

### Wappen
Das Wappen der Gemeinde ist horizontal in der Mitte geteilt. Die gelbe untere Fläche und die rote obere Fläche überlappen sich wellenförmig. Vom Schildfuß erhebt sich eine Ähre, die von zwei Rohrkolben flankiert wird. In der rechten und linken unteren Ecke befindet sich jeweils ein rotes dreiblättriges Kleeblatt.